# Jazz francese
Il jazz francese è stato popolare in Francia fin dal 1920. La sua popolarità internazionale ha raggiunto il picco nel 1930, ed è stato continuamente goduto da allora.

## Storia
Dopo la prima guerra mondiale un certo numero di espatriati americani si stabilì a Parigi e cominciò a costruire una scena jazz. La Francia non soffriva di discriminazione razziale tanto quanto gli Stati Uniti, così iniziò ad emergere una miscela di stili musicali di culture diverse. Come nel caso del Brasile, i francesi erano in un primo momento preoccupati che avesse un'influenza troppo americana prima di "fare la propria." Anche se nel caso dei francesi l'aggiustamento si rivelò più rapido poiché negli anni '30 il jazz era diventato accettabile. Tra gli anni '30 e '50, la beguine, uno stile di jazz dei Caraibi francesi, era popolare tra le orchestre da ballo. In mancanza di riconoscimento a casa, diversi artisti di beguine della Martinica si trasferirono nella Francia continentale, dove raggiunsero una maggiore popolarità a Parigi, soprattutto sulla scia della mostra coloniale del 1931. Le prime star come Alexandre Stellio e Sam Castandet divennero popolari a Parigi. Un evento importante in questo senso è la creazione del Quintette du Hot Club de France nel 1934. Questo è uno dei gruppi jazz più significativi della storia europea.
A partire dalla fine degli anni '40 il Caveau de la Huchette sarebbe diventato un luogo importante per i musicisti jazz francesi e americani. Molti artisti jazz americani hanno vissuto in Francia da Sidney Bechet ad Archie Shepp. Questi americani avrebbero avuto un'influenza sul jazz francese, ma allo stesso tempo anche il jazz francese aveva le sue ispirazioni. Ad esempio, il bal-musette ha avuto una certa influenza sulla forma francese di Gypsy jazz. Allo stesso modo, il violino, e in una certa misura la chitarra, erano tradizionalmente più popolari nel jazz francese che americano. A questo proposito, Jean-Luc Ponty e Stéphane Grappelli sono tra i violinisti più rispettati nella storia del jazz. Detto questo, il violino è popolare anche nel jazz dell'Europa orientale.

## Musicisti jazz francesi
- Dante Agostini
- BABA LAND
- Sophie Alour
- Franck Amsallem
- Josephine Baker
- Lionel Belmondo
- Stéphane Belmondo
- Michel Benita
- Airelle Besson
- Claude Bolling
- André Ceccarelli
- Médéric Collignon
- Laurent Coulondre
- Benoit Delbecq
- David El Malek
- Christian Escoudé
- Laika Fatien
- Richard Galliano
- Jef Gilson
- Stéphane Grappelli
- Beb Guérin
- Olivier Hutman
- Christian Jacob
- Jean-Marc Jafet
- Jean-François Jenny-Clark
- Michel Graillier
- Biréli Lagrène
- Géraldine Laurent
- Nguyên Lê
- Michel Legrand
- Éric Le Lann
- Didier Lockwood
- Eddy Louiss
- Jacques Loussier
- Bernard Lubat
- Sylvain Luc
- Ibrahim Maalouf
- Pierre Michelot
- Alain Mion
- Francois Moutin
- Leila Olivesi
- Xavier Desandre Navarre
- Émile Parisien
- Vincent Peirani
- Michel Petrucciani
- Guillaume Perret
- Dominique Pifarély
- Jean-Michel Pilc
- Jean-Luc Ponty
- Michel Portal
- Jo Privat
- Django Reinhardt
- Henri Renaud
- Louis Sclavis
- Martial Solal
- Jacky Terrasson
- Henri Texier
- Scott Tixier
- Baptiste Trotignon
- Erik Truffaz
- René Urtreger
- Maurice Vander
- Christian Vander
- Barney Wilen

## Festival jazz in Francia
- Banlieues Bleues in Seine-Saint-Denis
- Blues Passions Cognac in Cognac
- Europa Jazz Festival in Le Mans
- Festival International Django Reinhardt in Samois sur Seine
- Jazz à Juan in Antibes
- Jazz aux Remparts in Bayonne
- Jazz à Vienne in Vienne
- Jazz en tête in Clermont-Ferrand
- Jazz in Marciac in Marciac
- Jazz sous les pommiers in Coutances
- Jazz sur son 31 in Toulouse
- JVC Jazz Festival in Parigi
- La Villette Jazz Festival in Parigi
- Les nuits du Jazz in Nantes
- Musiques Métisses in Angoulême
- Musiques de Jazz et d'ailleurs in Amiens
- Nancy Jazz Pulsations in Nancy
- Nice Jazz Festival a Nizza
- Paris Jazz Festival al Bois de Vincennes
- Reims Jazz Festival a Reims
- Sons d'hiver a Valle della Marna
- Tourcoing Jazz Festival in Tourcoing
- Uzeste Musical a Uzeste